# Ece Hakim
Ece Hakim (* 10. Juni 1998 in Istanbul) ist eine türkische Schauspielerin.

## Biografie
Ece Hakim wurde am 10. Juni 1998 in Istanbul geboren. Sie studierte an der Harvard University. Ihr Debüt gab sie 2004 in der Fernsehserie Yağmur Zamanı. Anschließend spielte sie 2006 in İyi Ki Varsin mit. Danach war sie 2008 in Avrupa Yakası zu sehen. Von 2008 bis 2009 trat Hakim in Binbir Gece auf. Ihre erste Hauptrolle bekam sie in Gece Gündüz.
Danach wurde sie 2010 für die Serie Aşk ve Ceza gecastet. 2011 setzte sie ihre Karriere in Umutsuz Ev Kadınları fort. Zwischen 2015 und 2017 bekam Hakim in der Serie Eskiya Dünyaya Hükümdar Olmaz eine Nebenrolle.

## Filmografie (Auswahl)
Serien
- 2004: Yağmur Zamanı
- 2006: İyi Ki Varsin
- 2008: Avrupa Yakası
- 2008–2009: Binbir Gece
- 2008–2009: Gece Gündüz
- 2010–2011: Aşk ve Ceza
- 2011–2014: Umutsuz Ev Kadınları
- 2015–2017: Eskiya Dünyaya Hükümdar Olmaz